# Synagoga w Pilicy
Synagoga w Pilicy – drewniana, modrzewiowa, nieistniejąca już synagoga w miejscowości Pilica w województwie śląskim. Podczas II wojny światowej, jesienią 1939, została spalona przez Niemców. 

## Historia
Pierwsza wzmianka o Żydach w Pilicy pochodzi z 1581. Powstanie synagogi datowane jest na 1747, a w niektórych źródłach na ok. 1690. Napis 1747 nad wejściem wskazuje, że budynek ten pochodzi z połowy XVIII w. i tę datę najczęściej przyjmuje się jako datę powstania synagogi. Na początku XX w. synagoga została rozbudowana od strony południowej. Bożnica została całkowicie zniszczona przez niemieckich okupantów jesienią 1939.

## Architektura
Bożnica w Pilicy należała do synagog drewnianych typu podłużnego, w konstrukcji przysłupowej. Posiadała dwukondygnacyjny dach, w konstrukcji stolcowej, półszczytowy od frontu z naczółkiem z tyłu, pokryty gontem. Wewnątrz znajdowała się prostokątna, główna sala modlitewna o wymiarach 13,3 × 21,5 m przykryta dwoma rzędami po pięć sklepień krzyżowych. Ściany zewnętrzne miały wysokość 6 m; wnętrze do szczytu sklepienia 9 m.

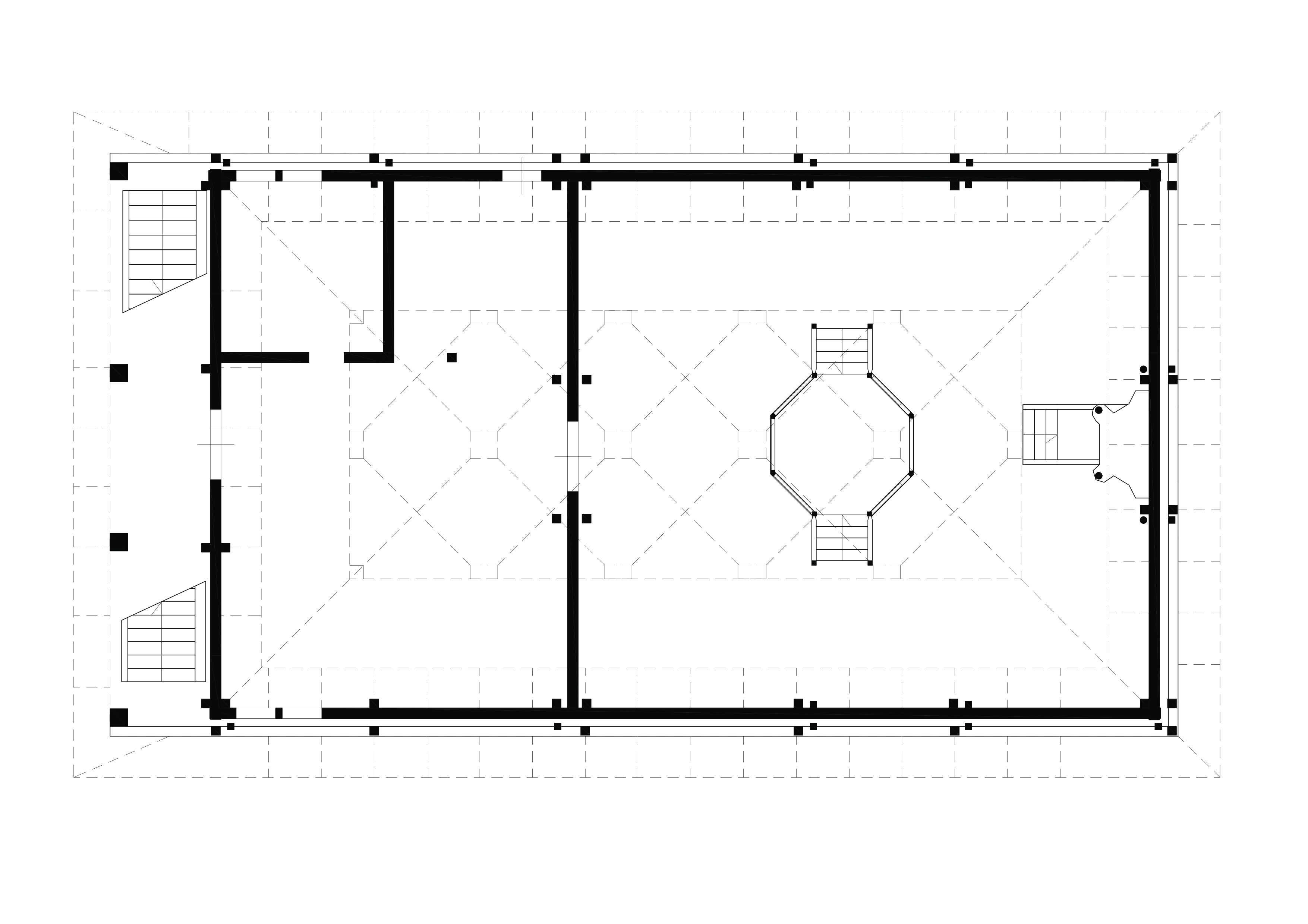
Pierwotny rzut parteru synagogi w Pilicy (przed rozbudową)

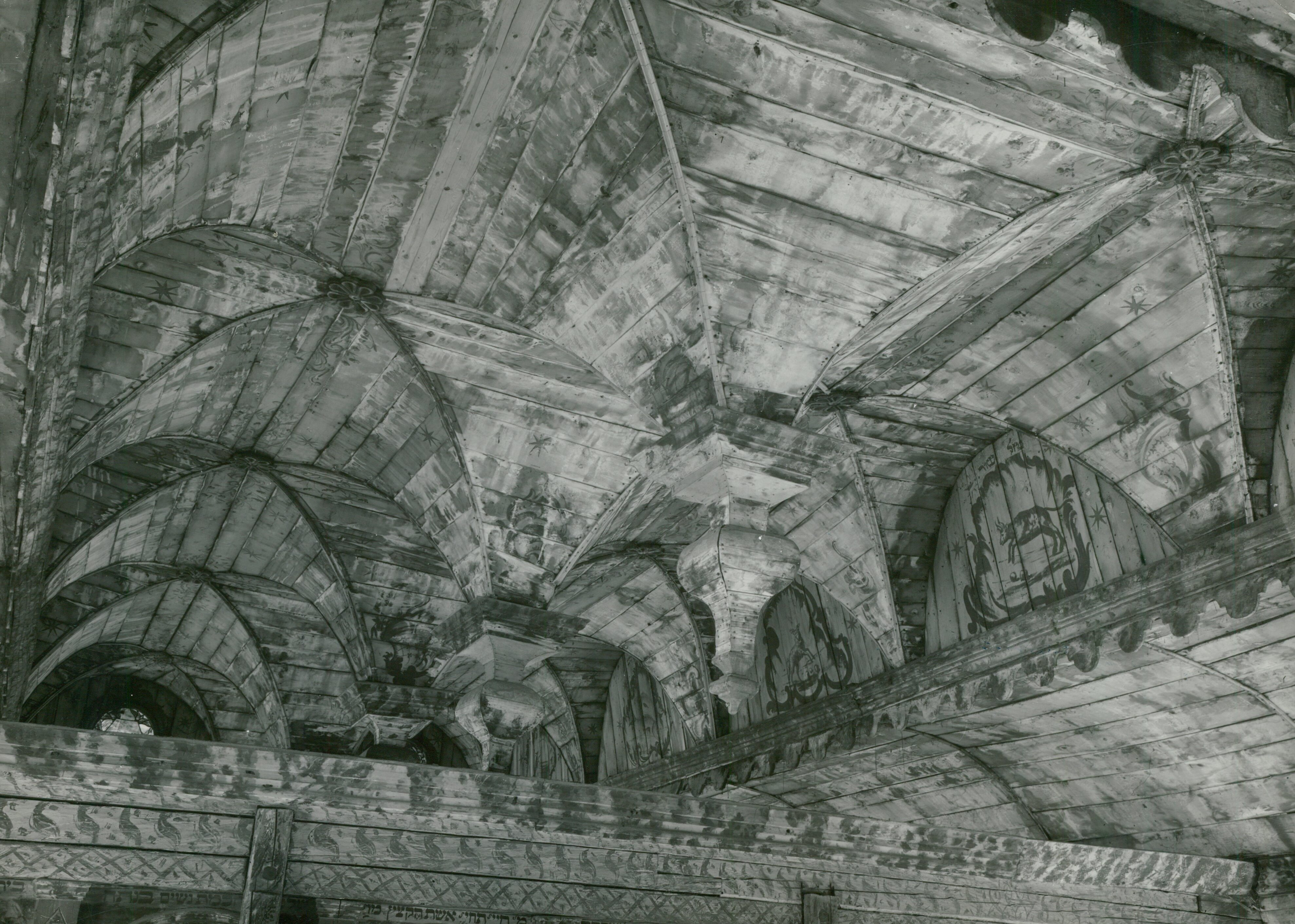
Sklepienie synagogi w Pilicy (ok. 1936)

Do synagogi wchodziło się od strony zachodniej, pod wysuniętym zadaszeniem, najpierw do przedsionka a stamtąd do męskiej, głównej sali modlitewnej. W przedsionku znajdowało się również małe pomieszczenie dla kahału. Powyżej zlokalizowany był babiniec, do którego prowadziły dwa biegi zewnętrznych schodów.
Wnętrze pokryte było polichromią pochodzącą z 1816 przedstawiającą ornamenty roślinne i gwiazdy. W sklepieniu wzdłuż obwodu sali modlitewnej umieszczono wizerunki znaków zodiaku, które należały do klasycznego wystroju malarskiego synagog. 
Aron ha-kodesz, wykonany w stylu rokoko, umiejscowiony był na wschodniej ścianie. Bima, zlokalizowana pośrodku głównej sali modlitewnej, składała się z ośmiobocznego, polichromowanego podium otoczonego balustradą z wycinanych w tralki desek.
W głównej sali modlitewnej znajdowały się po trzy okna z każdej strony, oraz podwójne okna na ścianie wschodniej, po obu stronach aron ha-kodeszu. W babińcu znajdowały się mniejsze okna o różnej stylistyce i wymiarach.